# Mineola (Texas)
Pour les articles homonymes, voir Mineola.
La ville américaine de Mineola est située dans le comté de Wood, dans l’État du Texas. Elle comptait 4 515 habitants lors du recensement de 2010.

## Source de la traduction
- (en) Cet article est partiellement ou en totalité issu de l’article de Wikipédia en anglais intitulé « Mineola, Texas » (voir la liste des auteurs).